# Ariel (MC)

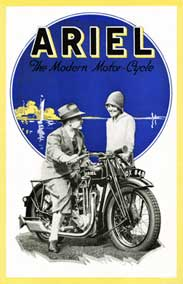

Ariel är ett brittiskt cykel- och motorcykelmärke som tillverkades åren 1898–1958.
Sedan 1999 finns en brittisk biltillverkare vid namn Ariel Ltd (tidigare namn Solocrest Limited), som anser sig vara arvtagare till den nerlagda motorcykelfabriken.